# 巴特氏鐵心木
巴特氏鐵心木（學名：Metrosideros bartlettii），是桃金娘科中一種稀有的樹木物種。此物種為新西蘭北島北地大區特有。巴特氏鐵心木可生長至高達30（100英尺），樹幹直徑達1—1.5（3英尺3英寸—4英尺11英寸）。該物種歸類於鐵心木屬，以其獨特的灰白色紙狀樹皮和小型白色花朵聞名。巴特氏鐵心木於1975年由新西蘭植物學家兼教師約翰·巴特利特意外發現，當時他正在雷恩加角附近尋找地錢。1985年，植物學家約翰·道森在《新西蘭植物學期刊》上首次正式描述此物種。
巴特氏鐵心木的分佈範圍涵蓋奧普里半島北端，位於靈魂灣附近三片密集的森林殘留區。此物種通常以附生植物形式開始生長（依附於其他植物上），棲息於低地森林，常見於潮濕區域附近。新西蘭植物保育網絡2018年發表的文章記錄到野外僅存13棵成年樹，較2000年另一項研究記錄的31棵大幅減少。除非立即採取保育措施阻止其持續衰退，否則此物種極有可能在野外絕種；其衰退原因包括人類定居後的土地利用變化，以及引入的新西蘭刷尾負鼠啃食其芽、花和嫩枝。2013年，IUCN紅色名錄將巴特氏鐵心木的保育狀況評估為「極危」，且其種群趨勢為「持續減少」。

## 描述
巴特氏鐵心木是桃金娘科的一種樹木，可生長至高達30（100英尺），樹幹直徑達1至1.5米。其樹皮被描述為「紙質」，呈淡灰色至灰白色，易脫落，形成柔軟的薄片。其嫩小枝常呈深紅色。
葉片呈紙質至革質，葉身長30至50毫米，寬15至23毫米。嫩葉呈淡綠色至黃綠色，成熟後轉為深綠色。葉片上表面有光澤，下表面則呈亮面。花序上有3至4對小聚傘花序（cymules），密佈白色絨毛。
與鐵心木屬其他物種相比，巴特氏鐵心木開花時間不規律，導致其小種群難以自然再生。此物種通常在春季（10月至11月）開花，花朵為獨特的白色，花梗長達3×1毫米，花托高2.5至3毫米，寬2至2.5毫米。其展開的萼片呈三角形，長1至1.5毫米，花瓣為橢圓形至卵形，長2.5至3毫米，寬1.8至2毫米。花序梗（peduncle）長9×1毫米。雄蕊長5至9毫米，花柱稍長，達10至11毫米。葉柄長4至5毫米，寬1毫米。
3月至4月期間，巴特氏鐵心木會結出小型微柔毛的花托果實，高約2.0至2.5毫米，寬2.5至3.0毫米，萼片宿存且下彎。其蒴果長1.5至2.5毫米。種子呈淡橙黃色，長2.3至3.0毫米，形狀為窄橢圓形至窄卵形，筆直或略彎曲。
巴特氏鐵心木的葉片大小與北方鐵心木和南方鐵心木相近。其花朵與北方鐵心木的區別在於純白色及較小的尺寸。此外，巴特氏鐵心木是新西蘭鐵心木屬中唯一具有如此易脫落且紙質樹皮的物種。

## 分類

### 系統分類
巴特氏鐵心木歸類於鐵心木屬下的亞屬「鐵心木亞屬」（Metrosideros），該屬包含約58個已描述的物種，分佈於非洲、亞洲、大洋洲和南美洲。此屬包含兩個主要亞屬：鐵心木亞屬（樹木）和蔓鐵心木亞屬（Mearnsia，藤本及灌木）。新西蘭已知有12種鐵心木屬物種；鐵心木亞屬包含5種樹木：巴特氏鐵心木、新西蘭聖誕樹、克馬德克鐵心木、北方鐵心木和南方鐵心木；另一亞屬蔓鐵心木亞屬則包含6種藤本植物及1種灌木：白花鐵心木、卡氏鐵心木、科氏鐵心木、散生鐵心木、光澤鐵心木、穿孔鐵心木和帕氏鐵心木。
2021年，《澳洲生態學》對鐵心木屬進行的分支分析顯示，鐵心木亞屬從新西蘭向波利尼西亞、豪勳爵島和克馬德克群島擴散及輻射演化。該研究使用rDNA測序，指出此亞支序內的系統發生關係顯示其向東波利尼西亞的獨立擴散路線，包括從馬克薩斯群島到夏威夷的「明顯步驟」。巴特氏鐵心木及其近緣物種歸類於「Va」支序，此支序包含其兩個最接近的新西蘭近親——M. excelsa和M. robusta，以及來自東波利尼西亞（包括夏威夷）、豪勳爵島和克馬德克群島的多個物種。

### 發現歷史
巴特氏鐵心木於1975年由新西蘭植物學家兼教師約翰·巴特利特在雷恩加角附近尋找地錢時意外發現。他在雷達叢林（Radar Bush）一株大樹基部發現此物種。巴特利特意識到這是一種新的鐵心木物種，但無法觸及任何枝條，於是將樹皮碎片交給維多利亞大學植物學家約翰·道森。道森起初認為這是北方鐵心木，但巴特利特仍相信是新物種，後來他返回發現地，用步槍射下一段枝條帶回威靈頓。
道森於1985年在《新西蘭植物學期刊》上描述此新物種，指出其具有「獨特的灰白色海綿狀樹皮和小型白色花朵」，並在1984年首次採集到花朵時確認「這是一個新物種」。該文檢視的模式標本由約翰·巴特利特於1978年7月在雷達叢林採集，同模式標本則由奈傑爾·卡爾尼（Nigel Culnie）於1984年11月在靈灣路（Spirits Bay Road）附近採集。

### 命名由來
巴特氏鐵心木的屬名「Metrosideros」源自希臘語，意為「鐵心」；意為「核心」或「心臟」，意為「鐵」。其種小名（specific epithet）「bartlettii」以發現者約翰·巴特利特命名。此物種的俗名包括「巴特氏鐵心木」和「毛利語|毛利語名稱「rātā moehau」；後者源自毛利語，由部落Ngāti Kurī的長者於1975年為紀念該部落重要祖先「Moehau」而命名。

## 生態

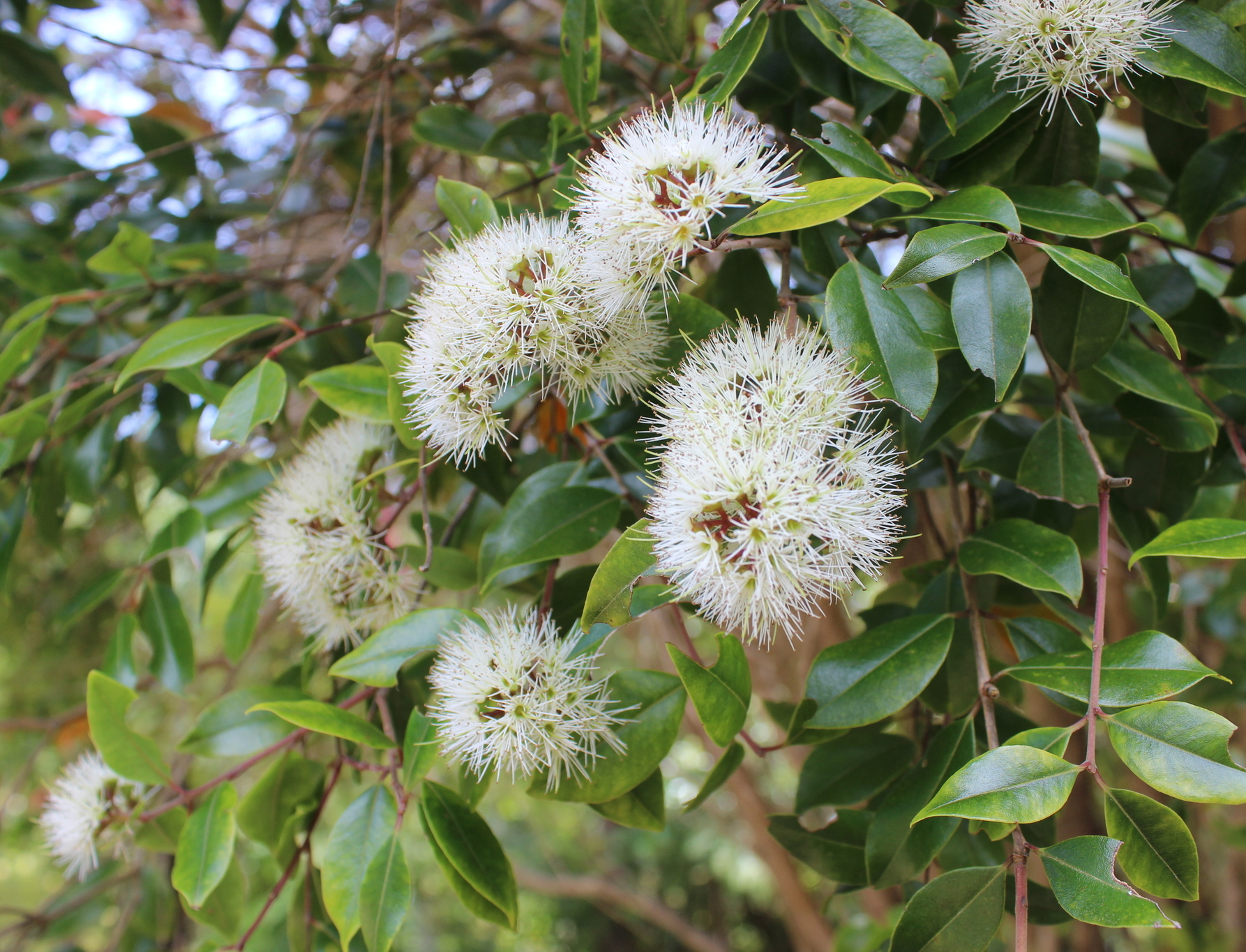
巴特氏鐵心木的白色花朵常吸引鳥類和昆蟲造訪。

觀察顯示，巴特氏鐵心木的花朵常吸引鳥類和昆蟲（如蜜蜂和蒼蠅）造訪，可能有助於將花粉從附近其他鐵心木個體傳播至此物種。儘管如此，其主要傳粉者尚不明確。已知外來物種會以類似原生物種的方式造訪鐵心木屬植物，這可能與孤立海洋島嶼上的生物群易受外來物種干擾的特性有關。
2018年，新西蘭植物學家卡洛斯·萊內巴赫和卡琳·范德瓦爾特（Karin van der Walt）研究巴特氏鐵心木的授粉及花朵發育。其發表於新西蘭植物保育網絡的研究指出，此物種為自交不親和的樹木，意味著其花朵僅能透過基因相異的個體花粉授粉結實。2021年，《新西蘭植物學期刊》發表類似研究，分析人工栽培於Ōtari-Wilton's Bush的巴特氏鐵心木個體。結果證實其自交不親和性，與鐵心木屬其他物種一致。儘管此前推測巴特氏鐵心木具有此特性，但直到這兩項研究才獲得實驗確認。2021年研究中，人工授粉產生的種子普遍發芽率偏低，此生物學特性與桃金娘科其他物種（如新西蘭聖誕樹和松紅梅（Leptospermum scoparium））一致。研究亦證實，巴特氏鐵心木與新西蘭聖誕樹的雜交可形成蒴果，但種子「存活率極低」。
2022年《太平洋保育生物學》發表關於人工栽培巴特氏鐵心木異花授粉的研究，指出異花授粉是唯一能產出可用於自然種群的種子的可行方法。研究亦揭示，此物種的花朵發育具有雌雄異熟特性，透過柱頭可授粉期與花粉釋放時間錯開以避免自花授粉。其繁殖策略傾向異花授粉，極少發生近親繁殖。
新西蘭特有的苔類植物「靈魂苔蘚」和「Siphonolejeunea raharaha-nehemiae」（兩者均面臨絕種風險）已知以巴特氏鐵心木為宿主。此外，北地大區蒂帕基原生森林中，曾觀察到小菇科真菌「Anthracophyllum archeri」及枝孢屬真菌生長於巴特氏鐵心木的樹皮和落枝上。

## 分佈
巴特氏鐵心木為新西蘭北島北地大區特有，其分佈範圍涵蓋奧普里半島北端，位於靈魂灣附近三片密集森林殘留區：Kohuronaki Bush、Radar Bush和Unuwhao Bush。1985年首次物種描述時，僅知兩個地點存在七棵自然生長的成年個體。1990年代中期，新西蘭保育部記錄到19棵成年個體。2000年，《分子生態學》發表的巴特氏鐵心木研究發現額外12棵成年個體，使當時已知數量增至31棵。
2015年進行DNA分析前，保育部未察覺五種必要基因型中有三種位於Ngāti Kurī和Te Aupōuri部落領地內。當時14棵樹中最多僅五棵具備維持物種存續所需的獨特基因型。新西蘭植物學家兼科學顧問彼得·德蘭格表示，若無干預，巴特氏鐵心木「前景黯淡」。2018年，萊內巴赫和范德瓦爾特發表於新西蘭植物保育網絡的文章指出，野外僅存13棵成年樹。

### 棲息地
巴特氏鐵心木常見於水體附近，如溪流和沼澤。其棲息環境偏好茂密低地森林，通常以附生植物形式萌芽生長（依附於其他植物上），曾觀察到其生長於：紫薇樹、新西蘭忍冬）、{{貝氏楠）及桫欏屬樹蕨上。偶見其生長於巨石、崖壁和岩石露頭。

## 保育現狀
巴特氏鐵心木是新西蘭最受威脅且最稀有的樹木之一。2013年，IUCN紅色名錄將其保育狀況評估為「極危」，種群趨勢為「減少」。2023年新西蘭威脅分類系統評估其為「國家級極危」。其衰退歸因於人類定居後的土地利用變化，以及入侵物種新西蘭刷尾負鼠啃食其芽、花和嫩枝。另一威脅為桃金娘鏽病，此植物病害會感染桃金娘科多種物種，包括巴特氏鐵心木。儘管野外罕見，此物種在人工栽培中較常見，見於全國多處私人及植物園。
巴特氏鐵心木的棲地破壞始於約公元1250至1300年東波利尼西亞首批人類定居者的到來。1800年代，歐洲定居者抵達後大量砍伐森林，加劇其棲地破壞。儘管北地森林逐漸恢復，巴特氏鐵心木種群仍稀少且分散於Piwhane / Spirits Bay附近三處已知地點。
若不立即採取保育措施，巴特氏鐵心木極可能因持續衰退、種群微小及繁殖失敗而絕種。2020年，Ngāti Kurī部落啟動植樹計劃，由新西蘭土地保護研究組織監督，旨在增加並保護野外殘存的巴特氏鐵心木數量。截至2024年1月，雷因格角已新植逾500棵巴特氏鐵心木，計劃目標為增至4000棵。

### 引用
1. 1 2  De Lange 2014.
2. ↑  Drummond et al. 2000，第2頁.
3. 1 2 3  Drummond et al. 2000，第1頁.
4. 1 2 3 4  De Lange 2024.
5. 1 2 3  Dawson 1985，第1頁; De Lange 2024.
6. 1 2 3  Wassilieff 2007.
7. 1 2  Nadarajan et al. 2021，第3頁.
8. ↑  Dawson 1985，第2–3頁; De Lange 2024.
9. 1 2 3  Wright et al. 2021，第1頁.
10. 1 2 3  Bylsma, Clarkson & Efford 2014，第5頁.
11. ↑  Pillon et al. 2015，第1頁.
12. ↑  Connor & Edgar 1987，第20頁.
13. ↑  Wright et al. 2021，第1–5頁.
14. ↑  Galloway & Edgar 1987，第2頁.
15. ↑  Bercusson & Torrence 1998，第67頁.
16. ↑  Judd 2000.
17. ↑  Ringham 2023，第5頁.
18. ↑  IPNI 2025; Dawson 1985，第1頁.
19. ↑  Dawson 1985，第1–4頁.
20. ↑  Bylsma, Clarkson & Efford 2014，第4頁.
21. ↑  Dawson 1985，第1頁.
22. ↑  De Lange 2014; Ringham 2023，第5頁.
23. ↑  Ringham 2023，第3–5頁.
24. 1 2 3  Mochizuki, Yoneda & Yamanaka 2024，第6頁.
25. ↑  Van der Walt, Alderton-Moss & Lehnebach 2022，第8頁.
26. 1 2 3  Lehnebach & Van der Walt 2018，第2–3頁.
27. ↑  Lehnebach & Van der Walt 2018，第2頁.
28. ↑  Nadarajan et al. 2021，第1頁.
29. 1 2  Nadarajan et al. 2021，第8, 14頁.
30. 1 2  Van der Walt, Alderton-Moss & Lehnebach 2022，第2, 6–8頁.
31. ↑  Nadarajan et al. 2021，第8頁.
32. ↑  Von Konrat & Braggins 2005，第7頁.
33. ↑  McKenzie, Buchanan & Johnston 1999，第7, 16頁.
34. ↑  Segedin 1994，第7–8頁.
35. ↑  De Lange 2024; Strongman 2017.
36. ↑  Drummond et al. 2000，第1, 8頁.
37. 1 2  Cook 2016.
38. 1 2  Nadarajan et al. 2021，第2–3頁.
39. ↑  Dawson 1985，第2頁.
40. ↑  De Lange 2014; Dawson 1985，第2頁.
41. ↑  Bercusson & Torrence 1998，第41頁.
42. 1 2 3  Van der Walt, Alderton-Moss & Lehnebach 2022，第1–2頁.
43. ↑  Stowell 2017.
44. ↑  New Zealand Threat Classification System 2023.
45. ↑  Toome-Heller et al. 2020，第221–230頁.
46. ↑  Wilson 2005.
47. 1 2  Drummond et al. 2000，第8頁.
48. ↑  Van der Walt, Alderton-Moss & Lehnebach 2022，第9頁.
49. ↑  Stowell 2017; De Lange 2024.
50. ↑  Gibbson 2022; Ringham 2023，第5頁.
51. ↑  Radio New Zealand 2024.

### 文獻來源
期刊
- Bylsma, Rj; Clarkson, Bd; Efford, Jt. . New Zealand Journal of Botany. 2014-07-03, 52 (3): 365–385. ISSN 0028-825X. doi:10.1080/0028825X.2014.926278 .
- Connor, H. E.; Edgar, E. . New Zealand Journal of Botany. 1987, 25 (1): 115–171. ISSN 0028-825X. doi:10.1080/0028825X.1987.10409961 .
- Dawson, J. W. . New Zealand Journal of Botany. 1985, 23 (4): 607–610. ISSN 0028-825X. doi:10.1080/0028825X.1985.10434231 .
- Drummond, R. S. M.; Keeling, D. J.; Richardson, T. E.; Gardner, R. C.; Wright, S. D. . Molecular Ecology. 2000, 9 (8): 1149–1157. ISSN 0962-1083. doi:10.1046/j.1365-294x.2000.00989.x.
- Galloway, D. J.; Edgar, Elizabeth. . New Zealand Journal of Botany. 1987, 25 (1): 173–178  [2024-12-25]. ISSN 0028-825X. doi:10.1080/0028825X.1987.10409963 .
- McKenzie, E. H. C.; Buchanan, P. K.; Johnston, P. R. . New Zealand Journal of Botany. 1999, 37 (2): 335–354  [2025-01-22]. ISSN 0028-825X. doi:10.1080/0028825X.1999.9512637 .
- Mochizuki, Ko; Yoneda, Kaoru; Yamanaka, Masumi. . Curtis's Botanical Magazine. 2024, 41 (3): 323–330. ISSN 1355-4905. doi:10.1111/curt.12591 . eISSN 1467-8748.
- Moinet, Marie; Rogers, Lynn; Biggs, Patrick; Marshall, Jonathan; Muirhead, Richard; Devane, Megan; Stott, Rebecca; Cookson, Adrian. . PLOS One. 2024-01-18, 19 (1): e0295529. ISSN 1932-6203. doi:10.1371/journal.pone.0295529 .
- Nadarajan, Jayanthi; van der Walt, Karin; Lehnebach, Carlos A.; Saeiahagh, Hassan; Pathirana, Ranjith. . New Zealand Journal of Botany. 2021-01-02, 59 (1): 72–89. ISSN 0028-825X. doi:10.1080/0028825X.2020.1754245 .
- Pillon, Yohan; Lucas, Eve; Johansen, Jennifer B.; Sakishima, Tomoko; Hall, Brian; Geib, Scott M.; Stacy, Elizabeth A. . Systematic Botany (American Society of Plant Taxonomists). 2015, 40 (3): 782–790  [2025-02-12]. ISSN 0363-6445. JSTOR 24546499.
- Ringham, Sandi. . New Zealand Geographer. 2023, 79 (3): 181–189  [2025-01-16]. ISSN 0028-8144. doi:10.1111/nzg.12378 . hdl:10289/16228 .
- Segedin, Barbara P. . New Zealand Journal of Botany. 1994, 32 (1): 61–72. ISSN 0028-825X. doi:10.1080/0028825X.1994.10410407 .
- Toome-Heller, M.; Ho, W. W. H.; Ganley, R. J.; Elliott, C. E. A.; Quinn, B.; Pearson, H. G.; Alexander, B. J. R.  (PDF). Australasian Plant Pathology. 2020, 49 (3): 221–230  [2025-02-03]. ISSN 0815-3191. doi:10.1007/s13313-020-00694-9 .
- Van der Walt, Karin; Alderton-Moss, Jennifer; Lehnebach, Carlos A. . Pacific Conservation Biology. 2022-03-01, 29 (2): 141–152  [2024-12-17]. ISSN 1038-2097. doi:10.1071/PC21054 .
- Von Konrat, M. J.; Braggins, J. E. . New Zealand Journal of Botany. 2005, 43 (4): 885–893  [2025-01-20]. ISSN 0028-825X. doi:10.1080/0028825X.2005.9512998 .
- Wright, Shane D.; Liddell, Luke G.; Lacap‐Bugler, Donnabella C.; Gillman, Len N. . Austral Ecology. 2021, 46 (8): 1211–1220. ISSN 1442-9985. doi:10.1111/aec.13053.

其他
- Bercusson, Linda; Torrence, Jacinda. . Auckland, New Zealand: Tandem Press. 1998. ISBN 9781877178351 –the Internet Archive.
- Cook, Alexa. . Radio New Zealand. 2016-01-14  [2025-02-10]. ISSN 1179-6251. （原始内容存档于2021-05-15）.
- De Lange, Peter. . IUCN Red List. 2014  [2024-12-17]. doi:10.2305/IUCN.UK.2014-2.RLTS.T34295A62743272.en . （原始内容存档于2024-01-20）.
- De Lange, Peter. . New Zealand Plant Conservation Network. 2024  [2024-12-30]. （原始内容存档于2024-12-03）.
- Gibbson, Jacqui. . Biological Heritage New Zealand. 2022-12-20  [2025-02-03]. （原始内容存档于2023-02-01） –Manaaki Whenua – Landcare Research.
- Judd, Warren. . New Zealand Geographic (47). 2000-09-01  [2024-12-30]. ISSN 0113-9967. （原始内容存档于2024-03-03）.
- Lehnebach, Carlos A.; Van der Walt, K.  (PDF) 172. Trilpedia. 2018: 2–3. （原始内容存档 (PDF)于2022-06-18） –the New Zealand Plant Conservation Network.
- Stowell, Laurel. . New Zealand Herald (Whanganui Chronicle). 2017-11-25  [2024-12-30]. ISSN 1170-0777. （原始内容存档于2024-12-18）.
- Strongman, Susan. . Radio New Zealand. 2017-06-19  [2025-01-23]. ISSN 1179-6251. （原始内容存档于2021-03-03）.
- Wassilieff, Maggy. . : 2. 2007-09-24  [2024-12-18]. （原始内容存档于2024-06-22）.
- Wilson, John. . . 2005  [2025-02-15]. （原始内容存档于2024-05-13）.
- . The Royal Botanic Gardens, Kew, Harvard University Herbaria & Libraries and Australian National Herbarium. 2025  [2025-01-26]. （原始内容存档于2022-12-04） –the International Plant Names Index (IPNI).
- . Radio New Zealand. 2024-01-19  [2025-02-09]. ISSN 1179-6251. （原始内容存档于2024-01-18）.
- . New Zealand Threat Classification System. Department of Conservation.   [2025-02-15]. （原始内容存档于2025-02-15）.

## 外部連結
- 维基共享资源上的相關多媒體資源：巴特氏鐵心木
- Bartlett's rātā herbarium specimen at the Museum of New Zealand Te Papa Tongarewa

1. ↑  同模式標本的標本館影像可於「新西蘭國立博物館」連結中查閱，位於此處。
2. ↑  2018年研究的兩位作者卡洛斯·萊內巴赫和卡琳·范德瓦爾特[27]亦參與2021年《新西蘭植物學期刊》研究，合作者包括賈揚西·納達拉揚（Jayanthi Nadarajan）、哈桑·薩伊亞哈（Hassan Saeiahagh）和蘭吉斯·帕西拉納（Ranjith Pathirana）。[28]